# أبله (جنس)
أبله أو أطيش أو خرشنة غافلة (الاسم العلمي Anous)، جنس طيور بحرية من فصيلة النورسية. أنواعه خمسة. أعطانها تمتد من هاواي إلى جزر تواموتو وصولًا إلى أستراليا وجزر المحيط الهادي، وفي سواحل البحر الأحمر وسيشل والمحيط الهندي، وفي المحيط الأطلسي وتريستان دا كونا ومنطقة البحر الكاريبي.